# Agapamenons
Agapamenons o Agapemons o Germans Lampeter (també Agapemonites o Comunitat del Fill de l'Home) són una comunitat de místics que posaven els seus béns en comú i viuen de forma monacal. Van existir a Anglaterra de 1846 a 1956. El seu nom deriva del grec Agapemone que significa "estatge de l'amor". La comunitat va ser fundada pel antic reverend anglicà Henry J. Prince (1811-1899) a Spaxton, Somerset. La secta també va construir una església a l'Alt Clapton, Londres, i breument va tenir bases a Stoke-by-Clare, a Suffolk, Brighton i Weymouth.
Les idees de la comunitat es basen en les teories de diversos místics religiosos alemanys i el seu objecte primari va ser l'espiritualització de l'estat matrimonial. L'Església d'Anglaterra havia acomiadat Prince al principi de la seva carrera pels seus ensenyaments radicals. El Agapemonites va predir l'imminent retorn de Jesucrist. Segons els diaris el successor de Prince, John Hugh Smyth-Pigott, es va declarar Jesucrist reencarnat.
La comunitat va consistir sobretot en dones riques i solteres. Tant Prince com Smyth-Pigott van prendre moltes núvies espirituals. Investigacions posteriors han demostrat que aquestes "núvies" no eren exclusivament espirituals, i algunes van tenir fills il·legítims. El 1860 Prince va perdre una demanda presentada en nom de Louisa Nottidge per la família Nottidge, i el grup va desaparèixer de la vista del públic. Es va tancar definitivament el 1956, quan l'últim membre, la germana Ruth, va morir.